# 47171 Lempo
47171 Lempo este o planetă minoră (asteroid) din Obiect transneptunian. A fost descoperită pe 1 octombrie 1999 la Observatorul Național Kitt Peak de Eric P. Rubenstein⁠(d) și a fost numită după Lempo⁠(d). 
Obiectul prezintă o orbită caracterizată de o semiaxă mare de 39,3872414 de UAi, o excentricitate de 0,221, o înclinație de 8,4 ° în raport cu ecliptica.